# Moldova (strugure)

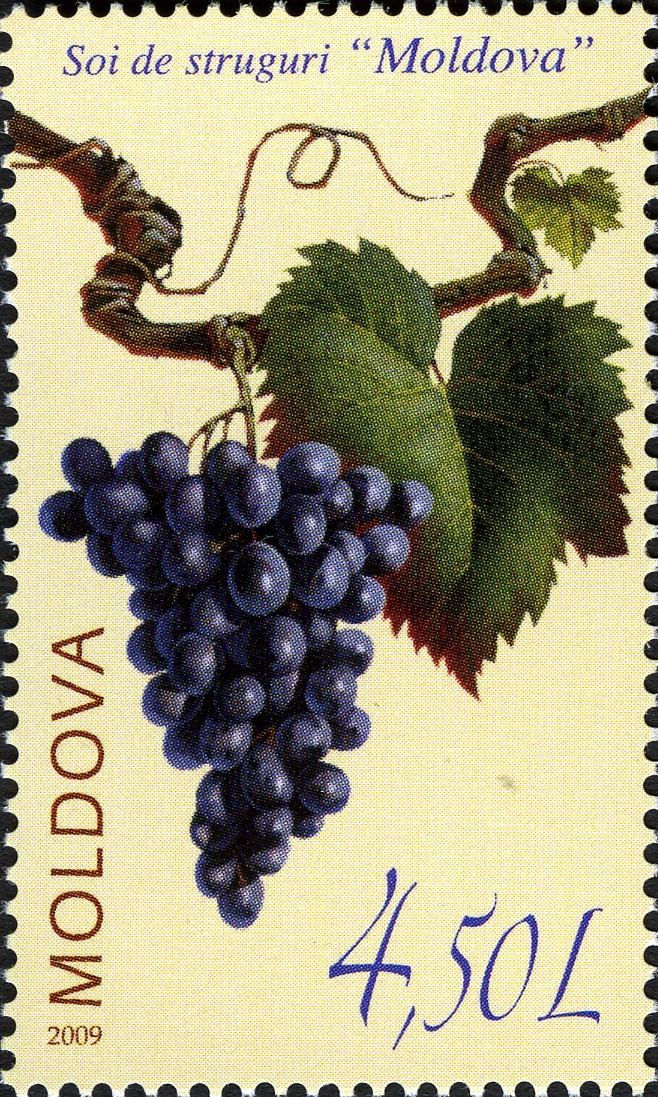
Soiul de struguri „Moldova” ilustrat pe un timbru poștal din Republica Moldova

Moldova este un soi de struguri de masă cu o perioadă târzie de coacere, obținut și crescut inițial în Moldova sovietică de către Institutul Național al Viei și Vinului din Chișinău prin încrucișarea soiurilor Guzali kara și Seyve-Villard. A fost introdus  în România în anii 1990. În prezent acesta este cel mai răspândit soi de masă cu perioada târzie de coacere din Republica Moldova.
Strugurii se coc târziu, la sfârșitul lunii septembrie. Ciorchinele soiului este de o formă cilindrică sau conică, cu o greutate de aproximativ 385 g. Cei mai mari pot ajunge și până la 1 kg. Boabele sunt mari, ovale, de culoare albastru-violacee, cu coaja groasă, dar fragedă. Pulpa este incoloră, tare, cu sâmburi. Frunzele sunt mari, rotunjite, cu cinci lobi, cu inciziuni nu prea mari. Pe suprafața inferioară a limbului frunzei pot fi observați perișori.
Este un soi „hibrid înobilat”, rezistent la boli, ger, secetă și filoxeră.